# Quarta (Einheit)
Die Quarta, auch Quarto, war das Viertel beim  Volumen- und Getreidemaß und war sehr unterschiedlich in seinen Werten. Das Maß galt in Portugal, Italien, Brasilien  und auch in einigen spanischen Provinzen. Auch war es ein Längenmaß.

## Brasilien und Portugal
Als Getreidemaß
- Brasilien 1 Quarta = 2 Octava = 4 Selami/Mequias =  174 ¼ Pariser Kubikzoll = 3 3/7 Liter
- Portugal 1 Quarta = 2 Octava = 4 Selami/Mequias =  170 ¼ Pariser Kubikzoll = 3 ⅓ Liter

In beiden Ländern war die Einteilung gleich
- 1 Mejo = 2 Quartas
- 1 Alqueire = 4 Quartas
- 1 Fanega = 16 Quartas
- 1 Mojo = 240 Quartas

## Ragusa
Als Getreidemaß. Hier wurde zur Unterscheidung der Quarta oft der Ortsname angehängt
- Almissa, Imoschi 1 Quarta = 8 Variciachi = 79,9324 Liter
- Brassa, Lesina und Lissa 1 Quarta lesiniana = 4 Quartuzzi = 1200,06 Pariser Kubikzoll = 23,805 Liter[1]
- Curzola 1 Quarta Curziolana = 4 Quartaroll = 600,03 Pariser Kubikzoll = 11,90246 Liter
- Makarska 1 Quarta Macarana = 4 Variciachi = 24 Bucare = 2688,14 Pariser Kubikzoll = 53,323 Liter
- Sebenico, Drniš, Scardona, Knin und Vertica 1 Quarta Sehenzana = 1781,91 Pariser Kubikzoll = 35,3467 Liter
- Spalato und Sign 1 Quarta Spalatina = 8 Variciachi = 4029,59 Pariser Kubikzoll = 79,9324 Liter
- Trau 1 Quarta Taurina = 3878,20 Pariser Kubikzoll = 76,9295 Liter[2], aber auch 76,9295 Liter[3]
- Zara und Obrovazzo 1 Quarta Zaratina = 8 Poluciachi = 6720,36 Pariser Kubikzoll = 135,3075 Liter
- Zadar (andere Quellen) 1 Quarta = 4 Ceffertali = 6 Poluzzachi = 24 Quartarioli = 72 Ocche[4]

## Italien
Getreidemaß:

### Sardinien
Die Quarta wurde auf Sizilien auch Cobula genannt.
Getreidemaß
- 1 Quarta/Corbula = 2 Quarti = 24,5036 Liter[6]

nach anderer Quelle
- 1 Quarta = 2 Quarti = 4 Imbuti
- 2 Corbula = 1 Moggio/Starello
- Cagliari: 1 Corbula = 24,5875 Liter
- Sassari 1 Corbula = 12,294 Liter

Feldmaß
- 1 Quarta/Corbula = 2 Imbuti = 4,97896 Ar

### Venedig
- 1 Quarta = 4 Quartaroli

### Rom
- 1 Quarta = 2 Quartarelli = 3 Stari = 3 ⅔ Scorzi = 8 Decine = 3368 Pariser Kubikzoll = 66 ¾ Liter
- 1 Rubbiacella = 2 Quarte
- 1 Rubbio = 4 Quarte
- 1 Bubblo = 4 Quarte

### Tortosa
- 1 Quarta = 4477 Pariser Kubikzoll = 88 7/10 Liter

Längenmaß:

### Padua
- 1 Quarta = 1,624 Meter[7]

## Pferdemaß
In Padua kannte man ein Pferdemaß des Namens. Es entsprach 15,412 der österreichischen Faust, also 162,4 cm (1 österr. Faust = 4 Wiener Zoll à 2,634 cm).